# René Marigil
René Marigil De Mingo (Carmaux, 24 de octubre de 1928-Sagunto, 19 de octubre de 2009) fue un ciclista profesional español. Su carrera se desarrolló entre 1954 y 1962. 
Obtuvo sus mayores éxitos deportivos en la Vuelta a España 1958 donde logró una victoria de etapa, el liderato de la Vuelta a España 1955 durante 2 días a su paso por Valencia y la vuelta a Levante, actual Vuelta a la Comunidad Valenciana de 1956. 
En el Tour de Francia 1956, en su etapa reina, coronó en primer lugar el mítico Puerto de la Cruz de Hierro (Col de la Croix de Fer), batiendo su récord.
A pesar de haber nacido en Francia, haber pasado la guerra en Cifuentes, y la posguerra en Rebollosa de Jadraque, donde conserva familiares, se trasladó y se desarrolló como deportista en Sagunto, donde residió desde los 16 años, hasta sus últimos días. Lugar en el cual ejerció como empresario y comerciante, emprendió toda clase de actividades filantrópicas y altruistas en beneficio de la comunidad y del deporte local, provincial, nacional e internacional.
Falleció el 19 de octubre de 2009 en el hospital de Sagunto y fue enterrado en el cementerio Municipal de Sagunto el día 20 de octubre del mismo año, donde yacen su esposa, padre y madre.

## Palmarés
| 1956 - Vuelta a Levante - Barcelona-Berga 1957 - G.P. Pascuas - 1 etapa de la Vuelta a Asturias - 1 etapa de la Vuelta a Andalucía - 2.º en el Campeonato de España en Ruta - 2.º en el Campeonato de España de Montaña | 1958 - 1 etapa de la Vuelta a España 1959 - 1 etapa de la Vuelta a Andalucía 1962 - 1 etapa de la Vuelta a Andalucía |

## Palmarés en las Grandes Vueltas
| Carrera | Carrera         | 1956 | 1957 | 1958 | 1959 | 1960 | 1961 | 1962 |
| ------- | --------------- | ---- | ---- | ---- | ---- | ---- | ---- | ---- |
|         | Giro de Italia  | —    | —    | —    | —    | —    | —    | —    |
|         | Tour de Francia | 58.º | —    | —    | —    | —    | —    | —    |
|         | Vuelta a España | 21.º | —    | 19.º | 12.º | 13.º | 16.º | 16.º |